# Erich Reiche
Erich Reiche (auch: Erich Reichen und Ericus Reichen sowie Ericus Reiche oder Ericus Richius; * 1560; † 9. August 1622 in Hannover) war ein deutscher Kommunalpolitiker und Bürgermeister von Hannover.

## Leben
Erich Reiche war ein Sohn des Herzoglichen Sekretärs und Amtmannes des Klosters Wülfinghausen Georg Reiche († 1573 in Wülfinghausen) und seiner Frau Catharina Helmolt (* 1534 in Göttingen; † 1577 in Wülfinghausen).
Reiche gehörte in den Jahren von 1585 bis 1600 dem Rat der Stadt Hannover an. Von 1601 bis 1622 hatte er das Amt des hannoverschen Bürgermeisters inne. Zeitweilig parallel dazu nahm dieses Amt auch Henricus Müller von 1612 bis 1623 wahr.
Reiche vermählte sich mit Sophia Reichart (* 30. September 1560 in Wolfenbüttel; † 26. März, bestattet 2. April 1612 in Hannover) und hatte mit ihr 17 Kinder, von denen neun die Mutter überlebten. Nach deren Tod heiratete er 1613 Katharina von der Hoya (* 1563 in Minden; † 4. Mai 1617), Witwe des 1607 verstorbenen Detmolder Bürgermeisters Johann Schmerrhimen. Das Ehepaar bewohnte das ehemalige Haus Schmiedestraße 14 in der Altstadt Hannovers.
Als dritte Ehefrau heiratete Reiche die Catharina Reiche, Tochter des hannoverschen Ratsherrn Gottschalk Falkenreich.
Reiche wurde am 14. September 1622 auf dem St.-Nikolai-Friedhof vor dem Steintor beigesetzt. Seine Witwe heiratete den Fürstlichen Konsistorialrat Theodor Block.
Unter seinen Söhnen aus erster Ehe war der spätere Herzoglich Braunschweigisch-Lüneburgischer Kämmerer in Wolfenbüttel Georg Reiche († 9. August 1620 in Wolfenbüttel).